# نيتروجين يوريا الدم
نيتروجين يوريا الدم (مختصره: BUN من Blood urea nitrogen) هو أحد الفحوص التشخصية الطبية التي تستخدم لتشخيص حالة الكلية. المعدل الطبيعي هو 1.8-7.1 مللي مول/لتر.
أسباب زيادة نيتروجين اليوريا هي تناول طعام ذو محتوى نيتروجين عال ومعدل الترشيح الكبيبي وصدمة نقص الحجم وقصور القلب ونزف في القناة الهضمية والحمى وزيادة التقويض.
أما أسباب نقصانه فهي مرض حاد في الكبد وومتلازمة إفراز الهورمون المضاد لإدرار البول غير الملائم وحالة الابتناء بالإضافة لنقص إنزيم أورنيثين ترانسكارباميلاز.
الكبد ينتج اليوريا خلال دورة اليوريا بصفته منتج نفاية من عملية الهضم.